# Águas Lindas de Goiás
Águas Lindas de Goiás é um município brasileiro do Estado de Goiás localizado na Região Leste do Estado de Goiás, pertencente à Região Geográfica Intermediária de Luziânia-Águas Lindas de Goiás e à Região Geográfica Imediata de Águas Lindas de Goiás. Teve sua emancipação (independência política) de Santo Antônio do Descoberto decretada pela Lei Estadual nº 12.797 de 27 de dezembro 1995, sancionada pelo governador de Goiás, na época, Maguito Vilela, evoluindo de distrito a município. As primeiras eleições ocorreram em 1997 ano oficial de sua fundação, tendo Ordalino Garcia de Melo como primeiro prefeito. Sua população, conforme censo do IBGE de 2022, era de 225 693 habitantes, sendo o quinto município mais populoso do estado, além de ser o mais populoso do leste goiano e da região do entorno do Distrito Federal. 
A população estimada pelo IBGE para 2024 foi de 240 613 habitantes ainda mantendo uma alta taxa de crescimento ao longo dos anos. A área total é de 191 quilômetros quadrados, e sua população é quase inteiramente urbana. Faz parte da Região Integrada de Desenvolvimento do Distrito Federal e Entorno. 
A cidade ao longo de sua história recebeu a visita de dois presidentes, sendo Fernando Henrique Cardoso o primeiro e Jair Messias Bolsonaro o segundo e último a ter visitado a região.

## Etimologia
A etimologia do nome “Águas Lindas” em Águas Lindas de Goiás é uma homenagem às nascentes que existiam na região, refletindo a pureza de suas águas. O complemento "de Goiás" serve para diferenciar de outras localidades com nomes semelhantes em outros estados.
Antes, o município era conhecido como “Distrito do Parque da Barragem”. “Distrito” por fazer e ser parte do Município de Santo Antônio do Descoberto, que tinha se emancipado de Luziânia em 14 de maio de 1982. “Parque” por ser uma área com bastante vegetação e “da Barragem” por ter a Barragem do Rio Descoberto em seu território, que foi construída entre 1971—1974 para abastecer o Distrito Federal e que delimita a divisa entre Goiás e o DF.

## Cadastro
unicípio está registrado no Instituto Brasileiro de Geografia e Estatística (IBGE) sob o código 5200258. Sua emancipação ocorreu em 27 de dezembro de 1995, por meio da lei estadual nº 12797. Os nascidos no local são denominados águas-lindense, que é o gentílico oficial do município. 

## História
Águas Lindas de Goiás, antes conhecida como Parque da Barragem, pertencia ao distrito de Santo Antônio do Descoberto, o qual pertencia, até a década de 1980, ao município de Luziânia - localizado no Estado de Goiás. O desvinculo com Luziânia não fez Santo Antônio do Descoberto perder o domínio sobre a região em que hoje encontra-se Águas Lindas - e que no período era conhecida como "Parque da Barragem", devido à barragem existente no rio Descoberto e que faz divisa entre Goiás e Distrito Federal.
Na década de 1970 construiu-se a BR-70, que margeia a cidade. Esta rodovia possui seu ponto inicial na cidade de Brasília (DF), e o final, no distrito de Corixá, no município de Cáceres (MT), na fronteira com a Bolívia. Vinte e dois quilômetros da rodovia separam Águas Lindas de Goiás de sua vizinha Girassol. Este distrito, pertencente ao município de Cocalzinho, em Goiás, é conhecido por sua cachoeira e pelo ecoturismo.
Apesar da existência da BR-070, até a década de 1980 só haviam fazendas e chácaras em Águas Lindas, das quais a maioria eram improdutivas, pertencentes a moradores de outras cidades. Pode-se citar, por exemplo, as fazendas "Camargo", "Braz", "Jardim Brasília" e "Cachoeirinha", que não possuíam uso cotidiano, e eram utilizadas como áreas de lazer em períodos de =férias e/ou feriados. A rodovia era um corredor de saída do Distrito Federal, propiciando o fluxo de muitas famílias vindas de cidades próximas, que foram se aglutinando às suas margens. As fazendas originais foram vendidas e passaram a dar lugar a diversos loteamentos habitacionais.
Os altos preços cobrados pelos loteamentos favoreceram as invasões das terras. As primeiras habitações tinham condições precárias, e o local não dispunha de serviços essenciais, como água tratada, energia elétrica, rede de esgoto, correios, dentre outros. Apesar disso, a região continuou crescendo, devido à sua proximidade com o Distrito Federal, dando início a uma ocupação desordenada. Fora as habitações de baixo padrão construtivo, inicialmente, haviam poucas estradas, e as existentes não eram asfaltadas, o que gerava dificuldades de tráfego tanto no período de chuvas como no período da seca em virtude da intensa poeira.
O contingente da cidade se dá especialmente por população imigrante, com destaque para os nordestinos. A cidade, logo, está marcada pela história da repulsão - primeiro da região Nordeste para Brasília e, posteriormente, de Brasília para o Entorno do Distrito Federal. A identidade da cidade, logo, foi se formando aos poucos, tendo como um marco importante a emancipação ocorrida no ano de 1995.
Como uma cidade dormitório, Águas Lindas recebeu pessoas de todas as regiões do país, gerando uma explosão demográfica. O Instituto Brasileiro de Geografia e Estatística (IBGE), em sua estimativa populacional de 1996, informou que Águas Lindas contava com 61,4 mil habitantes. Em 2010, cresceu para 105,7 mil habitantes e, em 2010, para 159,5 mil. Como resultado, recebeu o título de "a cidade que mais cresce na América Latina."
Em virtude do contingente populacional, que era superior ao da cidade-sede, as lideranças locais conduziram um abaixo assinado, de modo a garantir a emancipação municipal. Em 12 de outubro de 1995, 92% dos eleitores votantes foram favoráveis à ideia. Em 27 de dezembro do mesmo ano, o governador Maguito Vilela sancionou a Lei nº 12.797, que elevou à categoria de município o na época distrito de Santo Antônio do Descoberto. O novo município recebeu o nome de Águas Lindas de Goiás. No ano seguinte, realizou suas primeiras eleições municipais.
No século XXI, a cidade foi beneficiada com o programa Minha Casa, Minha Vida, do Governo Federal, que construiu moradias em praticamente todos os setores da cidade. A cidade se converteu na mais populosa da região do entorno do Distrito Federal, tendo melhorado a prestação de serviços essenciais e com o preço acessível das moradias sendo um atrativo para novos moradores. Por outro lado, registrou altos índices de criminalidade e de desemprego, principalmente entre os jovens.
Em 11 de abril de 2020, durante a pandemia de COVID-19 no Brasil, o então presidente Jair Messias Bolsonaro visitou o município, para iniciar a construção do primeiro hospital de campanha do Brasil, destinado a atender a população do Distrito Federal e região do entorno. O hospital teria 200 leitos, adaptáveis para cuidados semi-intensivos com suporte para respiradores, essencial para tratamento da COVID-19. A construção foi fruto de uma parceria entre o Governo Federal, que investiu R$ 10 milhões, e o Governo do Estado de Goiás, que ficou responsável pela operação, suprimentos, maquinário e recursos humanos. O terreno para o hospital foi cedido pela prefeitura e o hospital foi construído no bairro Mansões Olinda.

Imagem de satélite do hospital, 30 de maio de 2020.

Na visita, estiveram presentes, além do presidente Bolsonaro, o governador de Goiás Ronaldo Caiado, o então prefeito Hildo do Candango, o ministro da Saúde Luiz Henrique Mandetta e o atual governador de São Paulo, Tarcísio de Freitas na época, ministro de infraestrutura. O hospital foi montado em 15 dias, com área de cerca de 10 mil metros quadrados e infraestrutura completa de gás, água, energia e esgoto. Essa iniciativa marcou um avanço importante no combate à COVID-19 para a região do interior do Brasil e integrou esforços dos governos federal e estadual para melhor atender à população em situação de emergência sanitária.

## Evolução administrativa e territorial
Este tópico, apresenta as mudanças na administração territorial da região onde atualmente se localiza o município de Águas Lindas de Goiás, destacando as entidades políticas e administrativas às quais a área pertenceu ao longo da história, de acordo com várias fontes entre elas o OpenHistoricalmap.
Pertenceu administrativamente a/ao:
| Município                               | Estado                                                                                | Nação                                                                                |
| --------------------------------------- | ------------------------------------------------------------------------------------- | ------------------------------------------------------------------------------------ |
| ?                                       | Capitania de Porto Seguro (1534—1593)                                                 | Estado do Brasil (1534—1571) Governo do Sul (1572—1578) Estado do Brasil (1579—1593) |
| ?                                       | Capitania de São Vicente (1594—1709)                                                  | Estado do Brasil (1594—1747)                                                         |
| ?                                       | Capitania de São Paulo e Minas de Ouro (1709—1719) Capitania de São Paulo (1720—1745) | Estado do Brasil (1594—1747)                                                         |
| Luziânia (1746—1982)                    | Capitania de São Paulo (1746—1747)                                                    | Estado do Brasil (1594—1747)                                                         |
| Luziânia (1746—1982)                    | Capitania de Goyaz (1748—1821)                                                        | Estado do Brasil (1748—1814) Reino Unido de Portugal, Brasil e Algarves (1815—1821)  |
| Luziânia (1746—1982)                    | Província de Goyaz (1822—1889)                                                        | Império do Brasil (1822—1889)                                                        |
| Luziânia (1746—1982)                    | Estado de Goiás (1889—1982)                                                           | Brasil (1889—P)                                                                      |
| Santo Antônio do Descoberto (1983—1994) | Estado de Goiás (1983—P)                                                              | Brasil (1889—P)                                                                      |
| Águas Lindas de Goiás (1995—P)          | Estado de Goiás (1983—P)                                                              | Brasil (1889—P)                                                                      |

## Geografia

### Localização e Região
Águas Lindas de Goiás está situada no estado de Goiás, pertencendo à Região Integrada de Desenvolvimento do Distrito Federal e Entorno (RIDE) de acordo com a lei complementar nº 94 de 19 de fevereiro de 1998, sancionada pelos então presidente do Brasil, Fernando Henrique Cardoso (FHC). A cidade fica a aproximadamente 147 km em linha reta da capital estadual, Goiânia, e a cerca de 41 km da prefeitura ao Marco Zero da Capital do Brasil (Distrito Federal), conforme medição pelo Google Earth.

### Coordenadas Geográficas
O centro administrativo (prefeitura) do município está localizado nas coordenadas:  
- Latitude: 15° 45' 14" Sul
- Longitude: 48° 15' 44" Oeste

### Área Territorial
A área total do município é de 191,81 km², dos quais 43,86 km² correspondem à área urbana, o que equivale a aproximadamente 22,87% do território municipal, conforme a estimativa mais recente do IBGE para 2024.

### Limites Municipais
Águas Lindas de Goiás faz divisa com três municípios goianos:  
- Padre Bernardo (ao Norte)
- Cocalzinho de Goiás (a Oeste)
- Santo Antônio do Descoberto (ao Sul)

Além disso, limita-se a leste com o Distrito Federal (Brasil), fronteira que ocorre com duas regiões administrativas daquele ente federativo: Ceilândia e Brazlândia.

### Contexto Social e Histórico
O município é um dos 19 que pertencem ao estado de Goiás e que fazem parte da Região do Entorno do Distrito Federal. No início de sua ocupação, a cidade enfrentou desorganização em loteamentos, decorrente do rápido crescimento populacional e problemas com violência. Todavia, atualmente apresenta maior organização urbanística, melhorando a segurança pública e mantendo um crescimento constante.

### Divisão Regional Segundo o IBGE
De acordo com a divisão regional vigente do Instituto Brasileiro de Geografia e Estatística (IBGE), que data de 2017:  
- Águas Lindas de Goiás pertence à Região Geográfica Intermediária de Luziânia-Águas Lindas de Goiás.
- Está na Região Geográfica Imediata de Águas Lindas de Goiás.

Anteriormente, na divisão por mesorregiões (1989-2016), fazia parte da Mesorregião do Leste Goiano e da Microrregião do Entorno do Distrito Federal.

### Relevo e Bioma
O município está situado no Planalto Central brasileiro e está totalmente inserido no Bioma do Cerrado (100% de sua área).

### Clima
Segundo a classificação climática de Köppen-Geiger, Águas Lindas de Goiás apresenta clima do tipo Tropical de Savana (Aw), característico da região central do Brasil.

### Hidrografia
A região é rica em recursos hídricos, contando com vários córregos, nascentes, cachoeiras e rios que contrastam com as serras locais. Entretanto, com a expansão urbana, muitos desses corpos d’água podem estar diminuindo de tamanho ou até desaparecendo.
O município integra a Bacia do Paranaíba, sendo cortado pelo Rio Descoberto e pelo Córrego dos Macacos, dentre outros cursos d’água menores.

## Demografia
Em 2022, a população do município foi recenseada pelo Instituto Brasileiro de Geografia e Estatística (IBGE) em 225 693 habitantes. Segundo o censo de 2010, 79 813 (50,04%) habitantes eram homens e 79 692 (49,96%) mulheres. Ainda segundo o mesmo censo, 159 265 (99,85%) habitantes viviam na zona urbana. Já segundo estimativa de 2019, a população era de 212 440 habitantes, correspondendo a 3,03% da população total do estado e fazendo com que fosse o 5º município mais populoso.
Conforme a pesquisa de autodeclaração do censo do IBGE de 2010, a população águaslindense era composta por 93 058 pardos (58,34%), 47 216 brancos (29,60%), 14 007 negros (8,78%), 4 837 amarelos (3,03%) e 260 indígenas (0,16%). Em relação à pirâmide etária referente ao ano 2010, 104 915 (65,83%) pessoas tinham entre 15 a 64 anos da idade, 50 789 (31,87%) menos de 15 anos e 3 674 (2,35%) mais de 65 anos. Sessenta e uma pessoas tinham mais de noventa anos; seis homens e uma mulher eram centenários.
O Índice de Desenvolvimento Humano Municipal (IDH-M) de Águas Lindas de Goiás, de 0,686, é considerado médio pelo Programa das Nações Unidas para o Desenvolvimento (PNUD). Considerando-se apenas o índice de educação o valor é de 0,588, o valor do índice de longevidade é de 0,848 e o de renda é de 0,647. O coeficiente de Gini, que mede a desigualdade social, era de 0,43, sendo que 1,00 é o pior número e 0,00 é o melhor. A expectativa de vida era de 75,9 anos. A taxa de mortalidade infantil era de 11,62 (13,8 até os cinco anos de idade) e a taxa de fecundidade era de 2,4.
Acerca da média salarial na cidade, tem-se que em 2018 era de 1.8 salários mínimos. Isso com um Produto Interno Bruto (PIB) per capita, ou seja, por pessoa, de R$ 9.108,33, no mesmo ano. A proporção de pessoas ocupadas em relação à população total era bastante baixa - de apenas 5.7%. Isso reunia 11.718 pessoas. No mesmo levantou-se que 35.4% da população habitava em domicílios com rendimentos mensais de até meio salário mínimo por pessoa.
A taxa de escolarização na cidade é alta. 96,6 % da população com idade entre 6 a 14 anos de idade frequenta a escola. No ano de 2018 houve 32.061 matrículas no ensino fundamental e 5.973 matrículas no ensino médio. Para atender a todos estes estudantes, haviam 1.279 docentes vinculados ao ensino fundamental, em 91 escolas, e 480 docentes vinculados ao ensino médio, em 31 escolas.
Para a contagem do Censo do ano de 2020, o IBGE espera que habitem a cidade 217.698 pessoas.

## Política e administração
O Poder Executivo do município é representado pelo prefeito, auxiliado pelos secretários municipais. Nas eleições municipais de 2020, Lucas de Carvalho Antonietti (Dr. Lucas da Santa Monica) (PODE) foi eleito com 32 214 votos (47,61% dos votos válidos), derrotando o candidato Wilson Carvalho Barroso Filho (Wilson do Tullio) (DEM), que recebeu 32 179 votos (47,56% dos votos válidos).
O Poder Legislativo é representado pelo Presidente da Câmara Municipal de Vereadores, formada por vinte e um vereadores eleitos para mandatos de quatro anos. Cabe à casa elaborar e votar leis fundamentais à administração e ao Executivo, além de fiscalizá-lo. Como resultado das eleições de 2020, a Câmara é composta por quatro mulheres e dezessete homens, sendo quatro vereadores do PTB, três vereadores do DEM, três vereadores do PODE, três vereadores do PTC, dois vereadores do MDB, dois vereadores do Republicanos, um vereador do PDT, um vereador do PSC, um vereador do PSDB e um vereador do Solidariedade.
O município conta com uma comarca própria do Poder Judiciário estadual, classificada como de entrância intermediária. A Comarca está organizada em seis varas: a 1ª Vara Cível, que trata da infância e da juventude; a 1ª Vara Criminal, de crimes dolosos contra a vida; a 2ª Vara Cível, especializada na fazenda pública e matéria ambiental; a 2ª Vara Criminal, para crimes em geral e precatórias criminais; a 3ª Vara Cível, de famílias e sucessões; e a 3ª Vara Criminal, para crimes em geral e precatórias criminais. O Ministério Público contava com sete cargos de promotores criados para atuar na cidade.
De acordo com o Tribunal Regional Eleitoral de Goiás (TRE-GO), Águas Lindas de Goiás possuía, em 2016, 88 002 eleitores. Ou seja, há uma baixa participação da população no processo eleitoral municipal, tendo em vista que menos da metade de seus habitantes votavam na cidade. Especulou-se que tal número é reflexo dos trabalhadores do Distrito Federal que, embora morem em Águas Lindas de Goiás, optaram por votar na capital federal, bem como pelos moradores oriundos de outros estados que não transferiram seus títulos eleitorais. Nas últimas eleições gerais de 2018, Jair Bolsonaro ganhou a disputa presidencial na cidade, derrotando Fernando Haddad por 38 057 votos (57,77%) a 27 817 (42,23%). Nas eleições estaduais, Ronaldo Caiado foi o candidato mais votado a governador, com 53,93% dos votos válidos, enquanto Jorge Kajuru e Wilder Morais foram os candidatos mais votados ao Senado Federal.

## Lista de prefeitos
| Prefeito                        | Partido                                | Mandato   | Notas |
| ------------------------------- | -------------------------------------- | --------- | --- |
| Ordalino Garcia de Melo         | PMDB                                   | 1997—2000 | Foi o pioneiro e primeiro prefeito do município, tendo governado de 1997—2000. Pereceu em 2021 devido a um câncer. |
| José Zito Gonçalves de Siqueira | PcdoB                                  | 2001—2004 | Conhecido popularmente como “Zitão”, governou de 2001—2004. Foi indiciado por corrupção e desvio de verbas na educação municipal. |
| José Pereira Soares             | PFL                                    | 2005—2008 | É acusado atualmente por crimes como, estupro de vulnerável e fraudes no sistema monetário do município. |
| Geraldo Messias Queiroz         | PL                                     | 2009—2012 | |
| Osmarildo Alves de Sousa        | PTB                                    | 2013—2020 | Popularmente conhecido como “Hildo do Candango” devido a sua rede de supermercado. |
| Lucas de Carvalho Antonietti    | PODE (2021—2024) UNIÃO Brasil (2025—P) | 2021—2028 | Popularmente conhecido como “Doutor Lucas” é o primeiro prefeito de ascendência estrangeira da história do município. Sua família é originária da Itália. Por sua vez é natural de Franca, interior do Estado de São Paulo. É um médico formado e dono da rede de clínica particular Santa Mônica, e atual prefeito governante a partir de 2020, e governará até 2028 devido a sua reeleição em 2024 pelo partido União Brasil, com 96% dos votos. |

## Economia

### Indicadores socioeconômicos
PIB municipal (2021) R$ 2,46 bilhões
PIB per capita (2021) R$ 11.052,96
Composição do PIB (2010)
- Valor adicionado bruto da agropecuária: R$ 402.711 milhão
- Valor adicionado bruto da indústria: R$ 1.105.393 milhões
- Valor adicionado bruto dos serviços: R$  9.525.064 milhões
- Impostos sobre produtos líquidos de subsídios: R$ 433.475 milhões

## Religião
Águas Lindas de Goiás é subdividida eclesiasticamente em seis paróquias. Tanto o município quanto suas paróquias são subordinados à Diocese de Luziânia, devido à herança histórica da região e à afinidade cultural com essa diocese, que, por sua vez, é vinculada à Arquidiocese de Brasília. Dessa forma, o município possui uma forte presença da Igreja Católica Apostólica Romana. A padroeira do município é Nossa Senhora da Conceição Aparecida a mesma do Brasil.
As paróquias de Águas Lindas de Goiás são:
- Paróquia Sagrado Coração de Jesus[53].

- Paróquia São Francisco de Assis[54].

- Paróquia São Marcos[55].

- Paróquia São Maximiliano Maria Kolbe[56].

- Paróquia São Pedro Apóstolo[57].

- Paróquia Nossa Senhora Imaculada Conceição[58].

Além disso, o município conta com diversas igrejas de denominação protestante como adventistas, Congregação Cristã no Brasil (CCB), presbiterianos, entre outras.
Há presença também, de religiões de matriz africana na cidade.

## Transporte

### Histórico
O transporte público em Águas Lindas de Goiás sempre esteve associado ao crescimento populacional, a partir da década de 1990, com a emancipação do município e aumento dos fluxos migratórios vindos do Distrito Federal e outras cidades próximas. A principal modalidade do sistema sempre foi o transporte rodoviário coletivo, conectando a cidade ao Distrito Federal, especialmente Brasília, devido à dependência econômica e de serviços daquela região.
O município instituiu seu Sistema de Transporte Público Coletivo com legislações municipais (Lei 165/1998 substituída pela Lei 1.250/2016), regulamentando competências, contratos, tarifas e fiscalização do transporte coletivo urbano e intermunicipal.

### Demanda e Mudanças Recentes
Tradicionalmente, muitos moradores trabalhavam em Brasília e dependiam do transporte coletivo para o deslocamento diário — prática conhecida como migração pendular. Com o aumento da renda local e da posse de veículos particulares a demanda por ônibus caiu um pouco, mas ainda é expressiva, especialmente nos horários de pico, quando os ônibus circulam lotados.
A cidade carece de transporte público eficiente interno e de faixas exclusivas para ônibus, o que prejudica a fluidez e o conforto das viagens.
O surgimento de aplicativos de transporte individual trouxe conforto e alternativa para aqueles que fazem percursos curtos dentro do município, especialmente quando em grupos, competindo com o ônibus tradicional.

### Empresas de ônibus (Atuais e Extintas)
| Empresa                         | Situação           | Transporte     | Notas                                                                                          |
| ------------------------------- | ------------------ | -------------- | ---------------------------------------------------------------------------------------------- |
| Transprogresso                  | Extinta            | Intermunicipal |                                                                                                |
| Viação São Vicente              | Extinta            | Intermunicipal |                                                                                                |
| Empresa Santo Antônio           | Extinta            | Intermunicipal | Serviços apresentavam problemas de fiscalização.                                               |
| Sagres                          | Extinta            | Intermunicipal |                                                                                                |
| COOTRAP/TAG                     | Parcialmente ativa | Municipal      | Pequena atuação, foco municipal                                                                |
| Taguatur Transporte e Turismo   | Ativa              | Intermunicipal | Principal atuante mas linhas DF; frota renovada em 2019 com 45 novos veículos.                 |
| União Transporte Brasília (UTB) | Ativa              | Intermunicipal |                                                                                                |
| Global Transportes              | Ativa              | Intermunicipal | Nova operadora desde 2024; filiada a Taguatur, linhas também para Santo Antônio do Descoberto. |

A empresa Taguatur segue sendo a principal responsável pelo semiurbano entre Águas Lindas e o Distrito Federal, sendo a única que mais cumpre exigências locais para operação.
Projetos como a aprovação de um BRT (Bus Rapid Transit), oito novos ônibus elétricos em fase de teste e renovação da frota indicam avanços futuros para melhorar o transporte coletivo local, com previsão de maior eficiência e conforto.

## Saúde
- 20 Estabelecimentos de Saúde SUS, em 2009[37]
- 0,4 internações por diarreia, a cada mil habitantes, em 2016[37]

## Violência
Em 2011, Águas Lindas de Goiás foi classificada como um dos 100 municípios mais violentos do país, bem como o mais violento de Goiás. Com base em dados de 2010 do município, um estudo divulgado em 2016 atribuiu a dinâmica de ocorrência de homicídios às "externalidades negativas da metropolização de Brasília, em interface com a estrutura e organização da segurança pública e a fragilidade das ações da assistência social no município." Em 2019, caiu para o sétimo município mais violento do estado, com 43,8 homicídios por 100 mil habitantes.
O assassino em série Lázaro Barbosa de Sousa foi morto em Águas Lindas de Goiás no dia 28 de junho de 2021 após ser capturado pela polícia.